# Avenida Revolución (Tijuana)
La Avenida Revolución es una avenida histórica de la ciudad de Tijuana, Baja California, en el noroeste de México. Es la vialidad más conocida de la ciudad en el país y para muchos turistas extranjeros. 
Se encuentra en el centro histórico de la delegación Centro, y sirve de columna vial de dicho distrito. Anteriormente era la vialidad que conectaba al pequeño pueblo de Tijuana con la carretera nacional hacia Tecate y también la que llevaba de la aduana de San Ysidro al Casino de Agua Caliente. 
Adquirió un grado enorme de popularidad entre los años 80s y 2000s e incluso apareció en un episodio de la serie animada estadounidense Los Simpson. Actualmente, la avenida representa un reflejo de la situación económica local, habiendo sido afectada en 2001 con los Atentados del 11 de septiembre; o en 2008, por la Guerra contra el Narcotráfico. 

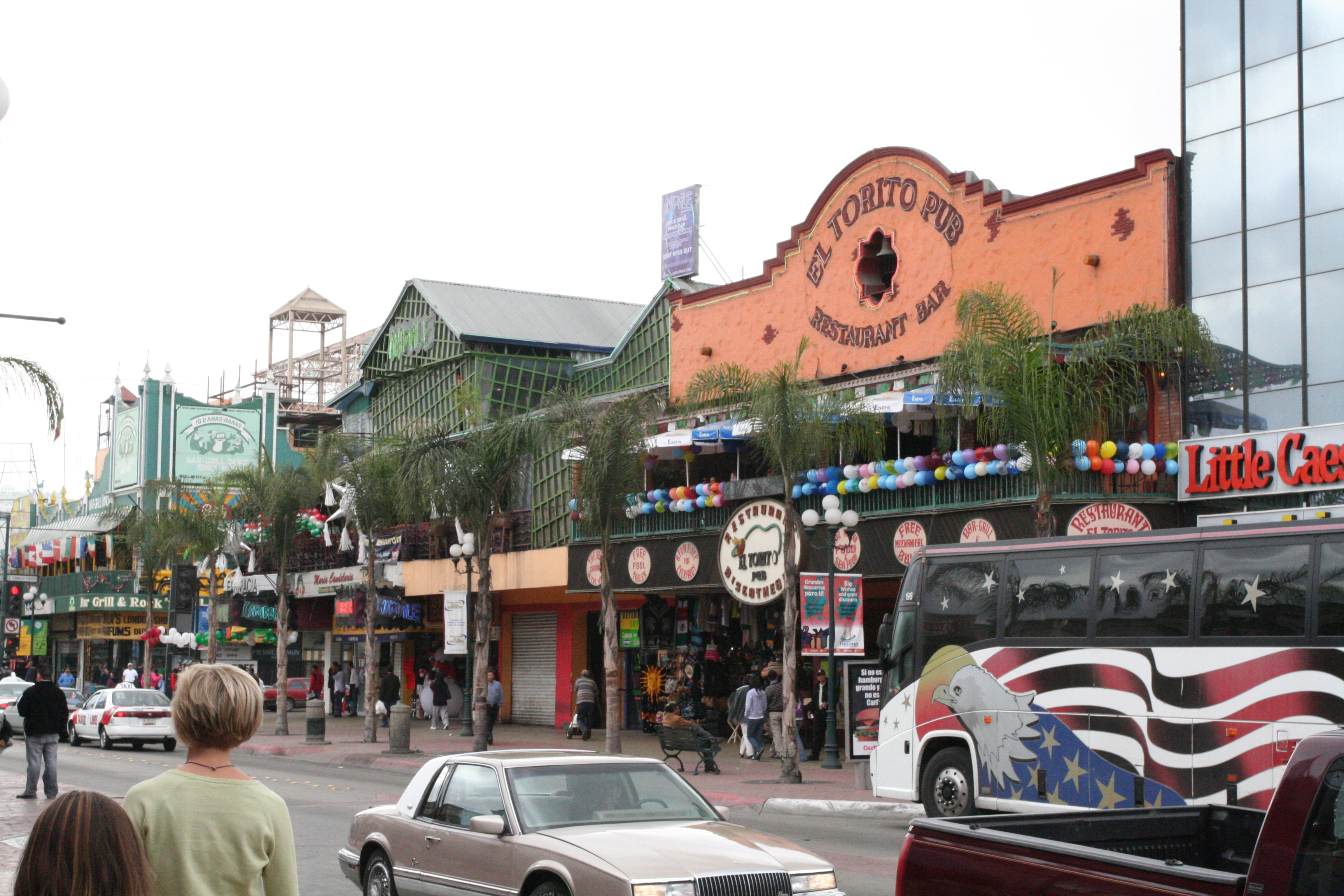
Avenida Revolución en Tijuana.

## Ubicación
La Avenida Revolución nace en el cruce con la Avenida Internacional, justo en la línea internacional, con su inolvidable letrero: “Aquí inicia la Patria”. Termina en la Torre de Tijuana, donde se transforma en el Bulevar Agua Caliente.
La Avenida Revolución ha tenido grandes cambios. Fue la carta de presentación de Tijuana, la Ciudad más visitada del mundo debido a su activa vida nocturna. Entre sus cantinas famosas destaca La Ballena, que tuvo la barra más grande del orbe. Durante la Segunda Guerra Mundial eran frecuentes las peleas entre marineros estadounidenses y los rudos policías locales que siempre se alzaron con la victoria, hasta que finalmente la marina estadounidense prohibió a sus miembros visitar la ciudad.

## Historia

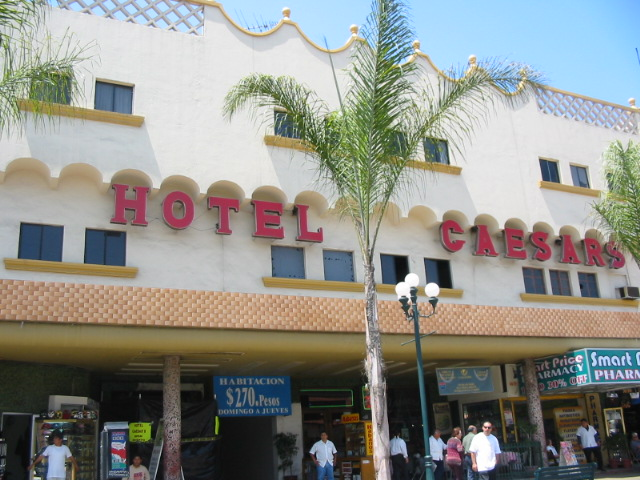
Hotel Caesar en la Avenida Revolución, lugar de invención de la Ensalada César

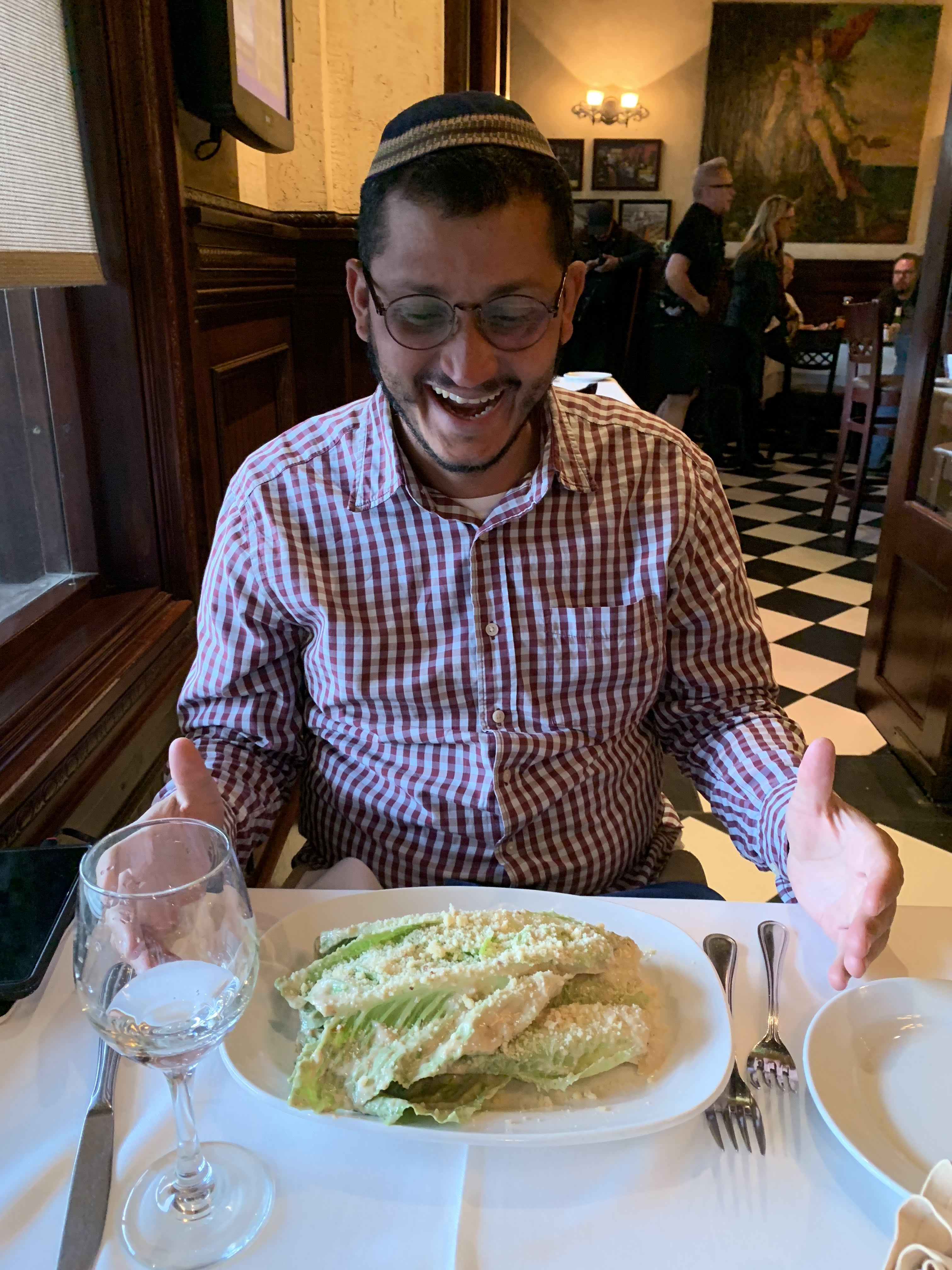
Una ensalada César servida en el restaurante Caesar's en 2018

La avenida fue trazada en el mapa que en 1889 hizo el ingeniero y arquitecto Ricardo Orozco, inspector federal de la Secretaría de Fomento, sobre el que él llamó pueblo de Zaragoza. Ahí plasmó, con el nombre de Olvera, la actual Avenida Revolución junto con otras manzanas y vialidades de la hoy Zona Centro de la ciudad, oficialmente fundada el 11 de julio de 1889. 
La Olvera fue diseñada como main street o calle principal de los pueblos estadounidenses: de uso mixto, con tiendas de curiosidades en locales de madera, un hotel, un restaurante y varios bares. En la noche, el alumbrado de lámparas de petróleo hacía que conservara su atractivo. Además, un carro tirado por caballos circulaba por ella, para gusto de los paseantes. Para [1910] ya tenía un centenar de casas.
En noviembre de 1911 la entonces Avenida Olvera fue la primera vialidad en ser pavimentada. Por ese entonces, la pequeña ciudad de Tijuana, en especial la avenida, fue escenario, junto con la también pequeña Mexicali, de la llamada Rebelión de Baja California, en la que las milicias del Partido Liberal Mexicano (PLM) ingresaron al entonces Territorio de Baja California provenientes de Los Ángeles, California. Después de algunas batallas, fueron derrotados por las fuerzas Maderistas que también llegaron a la urbe desde el país vecino.

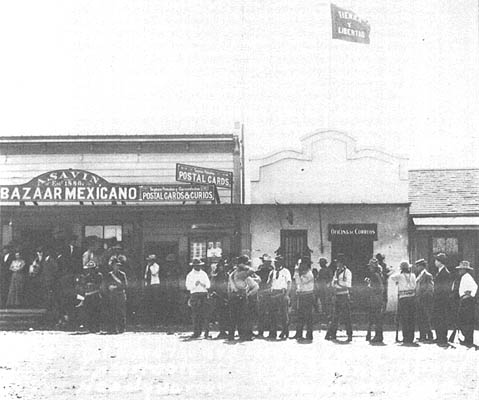
Los rebeldes de 1911 se tomaron una foto en la entonces Avenida Olvera

En enero de 1920, al implantarse la Ley Seca en Estados Unidos de América (EE.UU), cuyo nombre viene de la prohibición de beber alcohol. se inició una época de auge para la atractiva avenida y para la ciudad en su conjunto.  Rápidamente se constituyó en el foco más importante del desarrollo económico local. Sus visitantes estadounidenses cruzaban a diario la línea fronteriza desde San Diego, California. 
Por esos entonces, la Olvera cambió su nombre por el de Avenida A. Para complacer a sus clientes, la urbe adoptó la forma estadounidense de denominar sus vialidades: para las calles verticales usó las letras del alfabeto y para las horizontales los números. Además, la A fue dotada de bancas de granito, botes de basura y mejor alumbrado. El desarrollo de Tijuana atrajo gente de todos los estados, lo que hasta la fecha se refleja en la comida y la forma de expresión de los distintos grupos que emigraron.
En ese marco de creciente atractivo, en 1924 César Cardini propietario y chef del restaurante “Caesars" dio a conocer su famosa Ensalada César. Hacia 1929 o 1930 construyó su hotel en la misma vialidad.
En 1928, tras el asesinato del presidente electo Álvaro Obregón la Avenida A adoptó su nombre. Al año siguiente se levantó otro plano de Tijuana y ahí se le puso Avenida Libertad, pero no le duró porque en 1930 se abrió la colonia Libertad. Finalmente, el 20 de noviembre de 1932 se develó una placa en el edificio de la Compañía Comercial de la Baja California en la que se le denominó Avenida de la Revolución. Con el tiempo devino en Avenida Revolución.
Por esos entonces, se empezaron a emplear los burros cebras o “zonkeys” para que los turistas se fotografiaran con ellos. Aunque en Namibia hay una especie híbrida, mezcla de cabra y équido, los de la Avenida Revolución son burros blancos con las rayas pintadas con tinte para cabello humano, para que no se intoxiquen, cuidadosamente retocadas cuando es necesario.

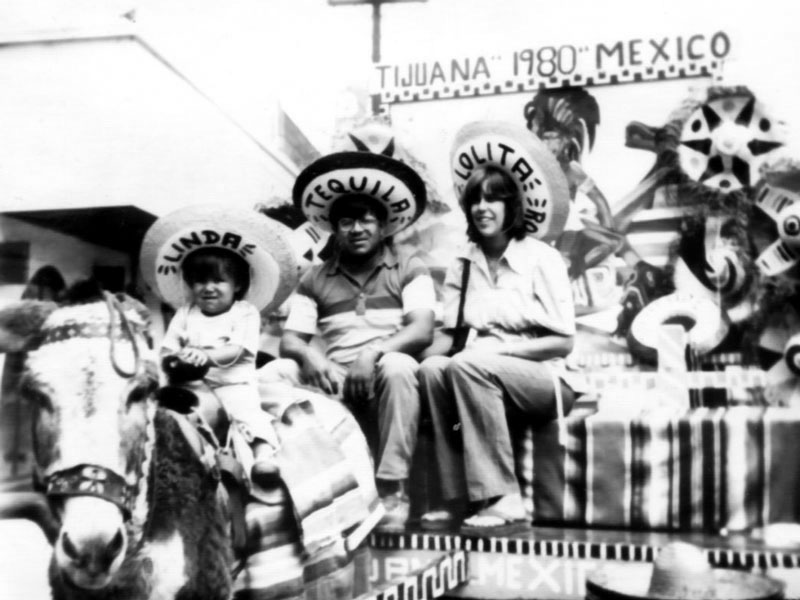
La foto con los burros cebras es una tradición cultural en la Av. Revolución. Aquí una familia en 1980.

En 1933 finalizó la etapa de la prohibición o Ley seca estadounidense, pero no el atractivo de la avenida que de entonces a finales de la Segunda Guerra Mundial, además de la venta de artesanías, en especial de las de plata de Taxco, Guerrero, fue considerada el centro de los entretenimientos prohibidos para los habitantes de los EE.UU, principalmente por la venta ininterrumpida de las bebidas alcohólicas y porque las leyes mexicanas no prohibían, ni sancionaban el ejercicio de la prostitución con lo cual esta actividad se ejercía, y se ejerce, de manera pública en áreas determinadas de la avenida y bajo control sanitario de las autoridades municipales.
Durante 85 años la Avenida Revolución fue la vialidad más importante de Tijuana. Asimismo, mientras fue zona libre, atrajo gran cantidad de compradores de distintas partes de México y de California, por lo que cuando terminó ese régimen, sus comercios fueron afectados. También la afectó la ola de violencia registrada en el siglo XXI.

### Presente
En la actualidad, "La Revu", como popularmente se le conoce entre los tijuanenses, es una avenida que sigue atrayendo a los turistas. En una parte de su vialidad hay árboles que le dan sombra y atractivo y en otras luce algunas palmeras. A lo largo de ella se concentran giros comerciales como hoteles, restaurantes, cantinas y centros Table Dance, un sinnúmero de discotecas, tiendas de artesanías, oficinas de gobierno, farmacias, tiendas de novedades, un cine, varios supermercados, cafés, casas de juegos y museos, entre otros lugares.
A partir de 1974, la reordenación urbana se enfocó en el desarrollo de la Primera y Tercera Etapa de la Zona del Río Tijuana y dejó en segundo plano al centro histórico de Tijuana. El deterioro fue una consecuencia natural. A pesar de que se han creado diversos programas de desarrollo y rehabilitación de los sitios históricos de la ciudad, en especial de la Avenida Revolución, aún no se logra su total recuperación.
El futuro de la actividad turística de la Avenida Revolución es un reto, ya que la ciudad quiere otra imagen distinta a la de “sitio de las diversiones prohibidas en California”, además la tendencia mundial hacia el turismo familiar y cultural tiene un gran impulso en el Estado del que forma parte Tijuana y su famosa vialidad.

## Gastronomía
Desde hace muchos años la comida es muy cosmopolita. Los orígenes de los platillos que se sirven en sus restaurantes son mexicanos, estadounidenses y chinos. Asimismo, la ensalada César es un platillo originario de la Avenida Revolución. Es también muy famoso el tuétano de res rostizado que se consigue en ella.

## Lugares de interés

### Arco Monumental
El 30 de noviembre de 2001 sobre la Avenida Revolución, con sus bases plantadas en su entronque con la calle Primera (Argüello), se inauguró el Arco de Tijuana, de 60 m de altura. Catorce años después, el 26 de febrero de 2015, estrenó su pantalla. Fue donada por la empresa Samsung en sustitución del reloj original que había dejado de funcionar tiempo atrás. Durante gran parte del día, su sombra se proyecta sobre la Plaza Santa Cecilia.

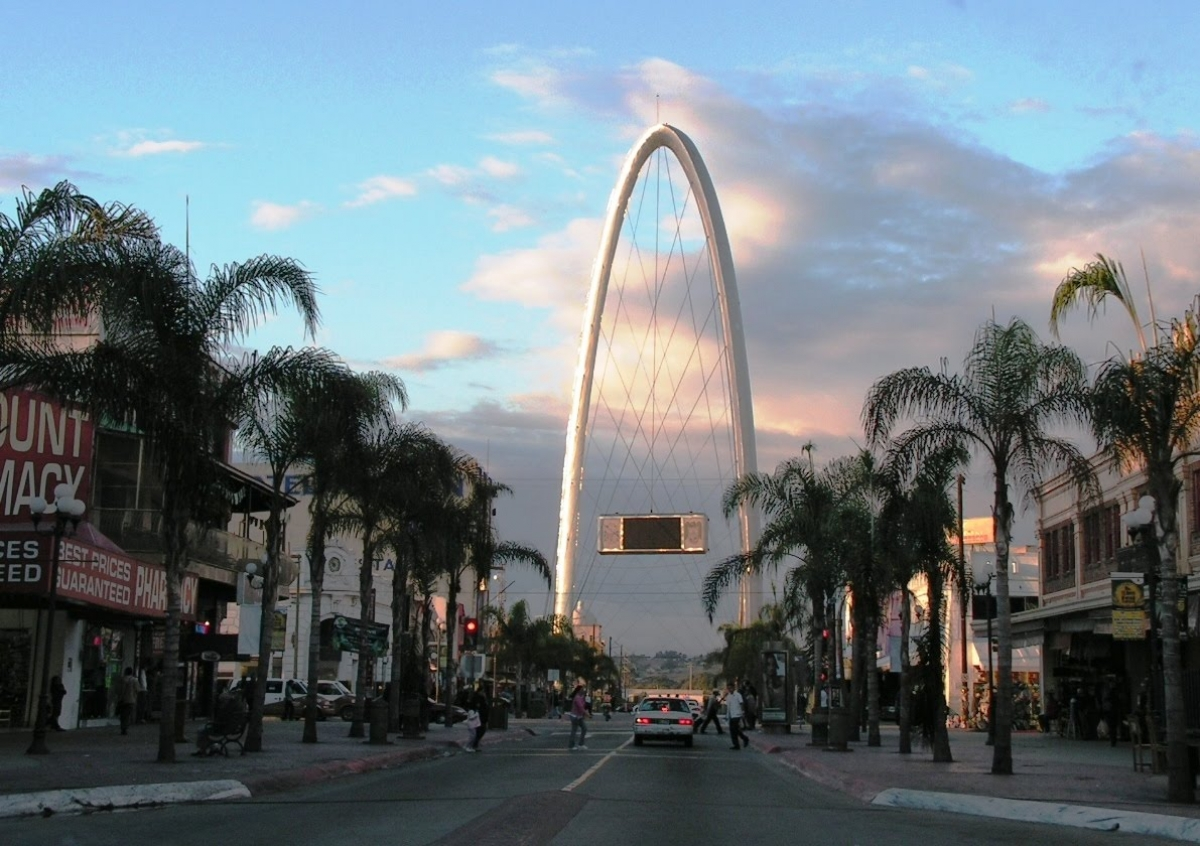
El Arco Monumental es un atractivo de la Avenida Revolución que alcanza a verse del otro lado de la frontera internacional.

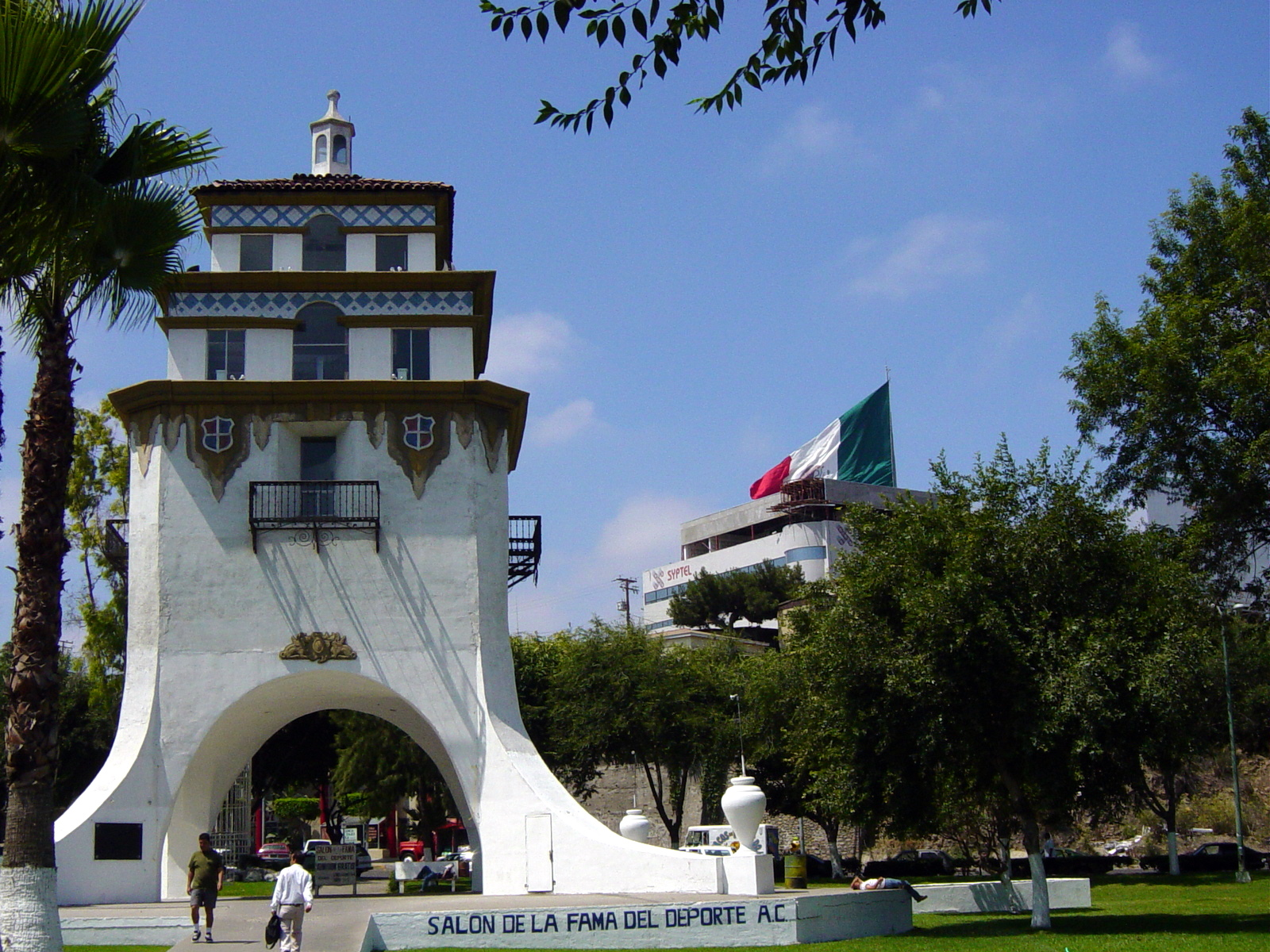
La Torre de Agua Caliente marca el final de la Avenida Revolución

### El Foro
Es un centro de espectáculos donde se realizan eventos musicales y culturales. Parte de su atractivo es que se ubica en el Antiguo Palacio Jai Alai, construido en 1947, lugar donde se llevaban a cabo torneos de frontón y de la pelota vasca que le dio nombre.

### Museo de Cera de Tijuana
Está a media cuadra de Avenida Revolución y Avenida Madero. Fue inaugurado el 5 de febrero de 1993. Exhibe una colección permanente de 80 piezas de personajes históricos famosos como Pedro Infante, Lola Beltrán, Luis Miguel, Michael Jackson, Lady Di, Teresa de Calcuta, Capulina, Juan Pablo II, María Félix, El Gordo y el Flaco, Hernán Cortés, Cuauhtémoc, Moctezuma, Venustiano Carranza, Porfirio Díaz y Emiliano Zapata.

### Torre de Agua Caliente
La Torre de Agua Caliente que hoy marca el final de la Avenida Revolución es una reconstrucción inaugurada el 14 de mayo de 1988. Su construcción estuvo a cargo del Club de Leones de la ciudad bajo la dirección del Ing. Jorge Ruiz Fitch.
La original era de 1929. Fue parte del Complejo Turístico Agua Caliente. Diseñada y construida por el arquitecto estadounidense Wayne McAllister, su primera función fue de campanario y posteriormente como referencia para los visitantes del Casino. También conocido como Faro Carranza, la Torre de Agua Caliente dio servicio al primer aeropuerto de la ciudad, localizado en el fraccionamiento Aviación, muy cerca del Complejo Agua Caliente. El día 12 de diciembre de 1956 la Torre de madera y mampostería, se incendió, según la versión oficial, por un corto circuito, aunque unas voces culpan al entonces gobernador y otras, a estudiantes del mismo centro.